# Lasthenes
Lasthenes (Grieks: Λασθένης) was een oud-Grieks generaal van de stad Kydonia op Kreta ten tijde van de Romeinse aanval op de stad in 69 v.Chr.. In deze tijd beschermde de stad de piraten waar de Romeinen indertijd jacht op maakten. Toen de Romeinen voor de stad stonden gaf Lasthenes mede-aanvoerder Panares de stad over. Hierop vluchtte Lasthenes naar Knossos.